# Жемчужная мечеть (Лахор)
Жемчу́жная мече́ть (урду موتی مسجد‎) — расположенное в Лахорском форте религиозное здание из белого мрамора. Строилось c 1630 по 1635 гг. при Шах-Джахане. Мечеть расположена на западной стороне Лахорского форта, в непосредственной близости от ворот Аламгири — главного входа в цитадель.

## История
После распада Империи Великих Моголов мечеть была преобразована в гурдвару и переименована в Моти Мандир в период Конфедерации Сикхов. Позже Ранджит Сингх стал использовать здание в качестве хранилища государственной казны. После того как британцы захватили Пенджаб в 1849 году, они обнаружили внутри мечети драгоценные камни, лежащие в тряпках и бархатных кошельках. Позднее религиозные реликвии были перемещены в мечеть Бадшахи.